# Sân vận động Kawasaki Todoroki
Sân vận động Trên đất liền Todoroki thuộc Thành phố Kawasaki (川崎市等々力陸上競技場 Kawasaki-shi Todoroki Rikujō Kyōgi-jō), hay còn được gọi là Sân vận động điền kinh Todoroki, là một sân vận động đa năng nằm trong Todoroki Ryokuchi ở Kawasaki, tỉnh Kanagawa, Nhật Bản. Sân hiện được sử dụng chủ yếu cho các trận đấu bóng đá. Đây là sân nhà của Kawasaki Frontale. Sân cũng là sân nhà của các câu lạc bộ lớn trong thành phố, bao gồm Verdy Kawasaki (Tokyo Verdy), Toshiba (Consadole Sapporo) và NKK SC cho đến đầu thập niên 2000. Sân vận động này cũng là nơi tổ chức nhiều giải đấu IAAF, gần đây nhất là vào năm 2017. Sân được sử dụng làm trại huấn luyện của Đoàn thể thao Vương quốc Anh để chuẩn bị cho Thế vận hội Mùa hè 2020 và Thế vận hội Người khuyết tật Mùa hè 2020.
Sân vận động có sức chứa 26.232 người và được xây dựng vào năm 1962. Sân vận động đã tổ chức trận khai mạc và trận chung kết của Giải vô địch bóng bầu dục Mỹ thế giới 2007. Ga tàu gần nhất là Musashi-Kosugi trên Tuyến Tokyu-Toyoko. Có các tuyến xe buýt đến nhà ga này và các dịch vụ đặc biệt vào những ngày diễn ra trận đấu.